# Provincia di Manuripi
La provincia di Manuripi è una delle 5 province del dipartimento di Pando nella Bolivia settentrionale. Il capoluogo è la città di Puerto Rico.
Al censimento del 2001 possedeva una popolazione di 8.230 abitanti.

## Geografia antropica

### Suddivisioni amministrative
La provincia è suddivisa in 3 comuni:
- Filadelfia
- Puerto Rico
- San Pablo